# Фадєєв Юрій Миколайович (астроном)
Юрій Миколайович Фадєєв (1906—1942) — астроном Харківської обсерваторії, співзасновник і завідувач Лабораторії часу Української головної палати мір і ваги. Особливо відомий своїми роботами з точного визначення часу астрономічними методами. 1938 року був заарештований НКВС, але за кілька місяців звільнений з-під арешту. За спогадами колег, помер від голоду під час німецької окупації Харкова і був похований на території обсерваторії. На можливому місці його поховання встановлено Пам'ятник загиблим астрономам.

## Біографія
Народився 5 травня 1906 року в Тамбові. Його батько М. Л. Фадєєв працював управляючим маєтку у князя Сергія Волконського, був почесним громадянином Борисоглібська. В родині було п'ятеро дітей. Через смерть батька, Юрію довелось в 14-річному віці влаштуватись на роботу і в 1920—1924 роках працювати бібліотекарем в Тамбовській губернській бібліотеці.
В 1924—1929 роках навчався в Харківському інституті народної освіти (нині Харківський національний університет імені В. Н. Каразіна) на фізико-математичному факульті, за спеціальністю астрономія.
Брав участь в роботі астрономічного гуртка і в створенні «Народної обсерваторії» при Всеукраїнському соціальному музеї імені Артема. Одночасно з навчанням, з 1926 року допомагав Миколі Євдокимову створити Службу часу Української головної палати мір і ваги, а з 1928 року працював в Українській головній палаті мір і ваги лаборантом Лабораторії часу.
1930 року працював в Харківській обсерваторії, викладав математику в Харківському механіко-машинобудівному інституті, працював асистентом Лабораторії часу, а в грудні того ж року став аспірантом кафедри астрономії. Науковим керівником Фадєєва став Микола Барабашов. Навчаючись в аспірантурі, Фадєєв продовжив роботу в Лабораторії часу, а в жовтні 1931 року став її завідувачем. 1932 року він проходив «чистку» в Комітеті стандартизації і метрології, після якої «особливого виклику не було». В 1934 році брав участь у Першому Всесоюзному астрономо-геодезичному з’їзді в Москві. 1935 року закінчив аспірантуру і став науковим співробітником Харківської обсерваторії. У грудні 1936 року в Харківському університеті захистив кандидатську дисертацію «Про особисті помилки деяких способів астрономічних визначень часу». Опонентом на захисті був Борис Остащенко-Кудрявцев.
Навесні 1938 року НКВС заарештував, а згодом стратив Бориса Сємейкіна, колегу Фадєєва. Фадєєва також заарештували, але за кілька місяців відпустили. За спогадами родини, він повернувся з ув'язнення змарнілим і худим, ніби після важкої хвороби, і розповідав, що його обмовив випадковий попутчик у трамваї, і що його арешт не пов'язаний з роботою в Інституті метрології. Після звільнення, Фадєєв поступово повернувся до наукової роботи.

Меморіальна дошка на Пам'ятнику загиблим астрономам

Восени 1941 року Фадєєв опинився в окупованому німцями Харкові. Він шукав роботу астронома, але підтримував мало зв'язків з колегами. В 1942 році він помер, за спогадами Володимира Михайлова — від голоду. За спогадами онука обсерваторського сторожа Д. Ю. Іняхіна, який тоді мешкав в обсерваторії, його дід на санчатах привіз тіло Фадєєва в обсерваторію і там його й поховав. 2011 року на можливому місці поховання Фадєєва було встановлено пам'ятний знак, присвячений як йому, так і іншим шести харківським астрономам, що загинули в часи німецької окупації Харкова.

## Наукові дослідження
Аспірантом проводив фотографування Місяця з метою фотометричного дослідження темних плям, спільно з Пархоменко досліджував змінну потрійну зорю 44 Волопаса, з Барабашовим і Сємейкіним спостерігав Марс, під керівництвом Євдокимова спостерігав місячне затемнення, брав участь в систематичному фотографуванні неба для поповнення «зоряного архіву» обсерваторії, проводив ретельне фокусування й дослідження інструментів обсерваторії.
З 1932 року він, в основному, сконцентрувався на роботі Служби часу, в обсерваторії він виконував астрометричні спостереження, що вимагали точної часової прив'язки, проводив систематичні обстеження обсерваторських годинників, визначав поправки годинників, а в Лабораторії часу організовував поточні обчислення. 1935 року Харківська обсерваторія почала щомісяця надсилати дані остаточних зведень моментів ритмічних сигналів до Пулковської обсерваторії, а з часом і до Міжнародного бюро часу в Парижі. 1933 року спільно з механіком О. С. Салигіним налагодив приймання сигналів з метою точного визначення довгот, а в 1937—1938 роках провів роботу з уточнення довготи Харківської обсерваторії.
Фадєєв опублікував ряд наукових статей, зокрема присвячених організації роботи Служби часу і визначенню довготи Харкова.